# Louis René Tulasne
(Edmond) Louis René Tulasne ( 12 de septiembre de 1815, Azay-le-Rideau, Departamento de Indre y Loira, Francia - 22 de diciembre de 1885, Hyères, sur de Francia) fue un micólogo, y botánico francés.

## Biografía
Tulasne estudió leyes en Poitiers, pero más adelante se apasionó por la botánica y trabajó hasta 1842 en compañía con Auguste de Saint-Hilaire en la flora del Brasil.
Fue naturalista auxiliar en el Museo Nacional de Historia Natural de Francia, en París, de 1842 a 1872; después de eso Tulasne se retiró del trabajo activo.
En 1845 Tulasne fue elegido como miembro de la academia para tener éxito a Adrian de Jussieu. Tulasne era investigador muy conciensudo, hábil, y acertado.
Publicó numerosos trabajos botánicos en París, el primero en aparecer en 1845; Tulasne primero escribió sobre las fanerógamas, como por ejemplo, sobre Leguminosae de Suramérica, más adelante sobre las criptógamas, y especialmente en los hongos.
Tulasne ganó una reputación mundial por su estudio microscópico de los hongos (la ciencia de la micología), especialmente por su investigación de los hongos parásitos pequeños, investigaciones que lanzaron mucha luz sobre la historia oscura y complicada de su evolución.
Fueron descritos por Tulasne los siguientes taxones de hongos:
- Hypomyces chrysospermus Tul.
- Hypomyces hyalinus (Schwein. & Fr.) Tul.
- Hypomyces lactifluorum (Schwein. & Fr.) Tul.
- Hypomyces luteovirens (Fr. & Fr.) Tul.
- Sebacina incrustans (Fr.) Tul.
- Claviceps Tul.
- Crucibulum Tul.
- Glomus Tul.
- Hypomyces (Fr.) Tul.
- Sebacina Tul.
- Terfezia Tul.
- Tilletia Tul.

Su hermano Charles Tulasne (1816-1884) elaboró sobre todo las ilustraciones de sus libros.

## Honores

### Eponimia
Varios géneros de hongos, así como varias especies, se nombran en honor de Tulasne, como Tulasneinia, Tulasnella.

## Obra
- Légumineuses arborescentes de l'Amérique du Sud. J.-B. Baillière et fils, París, 1854
- Con Charles Tulasne, “Fungi hypogaei” Histoire et monographie des champignons hypogés. F. Klincksieck, París 1851, reeditado en 1970 por Asher, Nevada
- La parte sobre las Podostemaceae, Monimiaceae, Antidesmeae, Gnetaceae y otras familias más para la Flora brasiliensis de Carl Friedrich Philipp von Martius. 1794-1868. 1852-1863
- "Carpologia del fungorum de Selecta" Tul. , en colaboración con su hermano Charles. 3 vols. fol., París, 1861-65
- Nouvelles observations sur les "Erysiphe". Impr. de L. Martinet, Paris 1857. Aus: Annales des sciences naturelles. 4ª serie, t. VI, botanique, julio-diciembre 1856
- Selecta fungorum carpologia. Ea documenta et icones potissimum exhibens quæ varia fructuum et seminum genera in eodem fungo simul aut vicissim adesse demonstrent. Junctis studiis ediderunt Ludovicus-Renatus Tulasne et Carolus Tulasne. 3 vols Paris, Imperiali Typogr. 1863-1865

T. 1. Erysiphei. Præmittuntur prolegomena de fungorum conditione naturali, crescendi modo et propagatione. Accedunt tabulæ V ære incisæ
T. 2. Xylariei, Valsei, Sphæriei. Accedunt tabulæ XXXIV ære incisæ
T. 3. Nectriei, Phacidiei, Pezizei. Accedunt tabulæ XXII ære incisæ
- La abreviatura «Tul.» se emplea para indicar a Louis René Tulasne como autoridad en la descripción y clasificación científica de los vegetales.[1]

También se presenta asociado como:
- A. St.-Hilaire & Tulasne
- Tulasne & Weddell

## Fuente
- Meyers Konversationslexikon 1888-1889
- Jahn: Geschichte der Biologie. Spektrum 2000
- Mägdefrau: Geschichte der Botanik. Fischer 1992